# Tospitis nulliferana
Tospitis nulliferana là một loài bướm đêm thuộc phân họ Arctiinae, họ Erebidae.